# アイドゥ・アイドゥ 〜素敵な靴は恋のはじまり
『アイドゥ・アイドゥ 〜素敵な靴は恋のはじまり』（アイドゥ・アイドゥ 〜すてきなくつはこいのはじまり）は、韓国のテレビドラマ。

## キャスト
| 役名             | 俳優             | 日本語吹替   |
| ---------------- | ---------------- | ------------ |
| ファン・ジアン   | キム・ソナ       | 林真里花     |
| パク・テガン     | イ・ジャンウ     | 森久保祥太郎 |
| チョ・ウンソン   | パク・コニョン   | 古屋家臣     |
| ヨム・ナリ       | イム・スヒャン   | 伊瀬茉莉也   |
| ジアンの父       | ユン・ジュサン   | 福田信昭     |
| パク・グァンソク | パク・ヨンギュ   | 屋良有作     |
| ジアンの母       | オ・ミヨン       |              |
| ポン・ジュニ     | キム・ヘウン     |              |
| イ・チュンベク   | シン・スンファン | 石狩勇気     |
| チャン女史       | オ・ミヒ         |              |